# 杰克山岗
杰克山区（英語：Jack Hills）是澳大利亚中西區的一系列山岗。他们以最古老岩石发现地而出名：44亿年前（4404±8百万年前）形成的锆石。这些锆石帮助研究冥古宙时的地球状况。

## 地理
杰克山区位于默奇森郡与米卡薩拉郡接壤处，默奇森河以南，珀斯以北约800千米处。

## 地质
杰克山区位于西澳大利亚Yilgarn克拉通Narryer片麻岩岩层，包含一个长80千米的北东向延伸的变质表壳岩带。
主要岩性为被解释为冲积扇－三角洲沉积物的硅质碎屑沉积岩。其次铁镁岩与条状铁层也在沉积序列中被发现。综合序列总体上被认为是承受了多重变形与变质的麻粒片麻岩。Narryer片麻岩岩层原岩年龄总体上被认为超过了36亿年。
26°07′00″S 117°09′00″E / 26.1167°S 117.15°E
1. ↑  . Key Questions about the Early Earth.   [2022-05-17]. （原始内容存档于2022-05-17） （英语）.
2. ↑  . earthobservatory.nasa.gov. 2006-03-02  [2022-05-17]. （原始内容存档于2022-05-17） （英语）.
3. ↑  . www.mindat.org.   [2022-05-17]. （原始内容存档于2022-05-17）.